# 巴尔托什·博萨茨基
巴尔托什·博萨茨基（波蘭語：Bartosz Bosacki，1975年12月20日—，波兹南 - ），波兰足球运动员，司职后卫，目前效力于波蘭聯賽球會莱希波兹南（截止2006年6月22日）。
保沙基曾效力德甲球會紐倫堡，之前一直在波蘭聯球會效力，曾於2004年贏得波蘭超級杯冠軍。可惜自轉投德甲紐倫堡後，因不受重用，結果重返波蘭聯賽。
保沙基迄今代表過國家隊十多次，在2006年世界杯中波蘭僅能於分組賽最後一場取得入球，而其中有兩球是由保沙基射入。

## 外部連結
- （波兰語）巴尔托什·博萨茨基 （页面存档备份，存于） (90minut.pl)